# Bouyon
Bouyon är en kommun i departementet Alpes-Maritimes i regionen Provence-Alpes-Côte d'Azur i sydöstra Frankrike. Kommunen ligger  i kantonen Coursegoules som ligger i arrondissementet Grasse. År 2022 hade Bouyon 550 invånare.

## Befolkningsutveckling
Antalet invånare i kommunen Bouyon
Referens: INSEE